# Biff evangéliuma
A Biff evangéliuma (aki Jézus gyerekkori haverja volt) Christopher Moore amerikai író regénye. Először 2002-ben adta ki a William Morrow, a magyar kiadásra 2006-ban került sor.

## Magyarul
- Biff evangéliuma, aki Jézus gyerekkori haverja volt; ford. Pék Zoltán; Agave Könyvek, Bp., 2006

A magyar kiadás sikert aratott, ami megalapozta Moore további könyveinek kiadását Magyarországon. Leginkább amiatt dicsérték, mert képes volt vallási kérdéseket és a bibliai cselekményeket szatirikus és megnevettető módon ábrázolni.